# Dreams: The Ultimate Corrs Collection
Dreams: The Ultimate Corrs Collection è un album discografico di raccolta del gruppo irlandese The Corrs, pubblicato nel 2006.
Nell'album sono presenti anche brani live collaborativi e cover.

## Tracce
1. Goodbye (2006 Remix) – 3:45
2. Forgiven, Not Forgotten – 4:15
3. Dreams (Tee's Radio mix) – 3:52
4. Radio – 4:47
5. When the Stars Go Blue (feat. Bono) (Remix) – 3:58
6. Only When I Sleep – 4:17
7. Breathless – 3:25
8. So Young (K-Klass mix) – 4:12
9. Runaway – 4:20
10. Summer Sunshine – 2:51
11. What Can I Do? – 4:14
12. All I Have to Do Is Dream (feat. Laurent Voulzy) – 3:34
13. No Frontiers – 4:24
14. Angel – 3:25
15. Old Town – 3:44
16. Ruby Tuesday (feat. Ron Wood) – 3:23
17. Haste to the Wedding – 2:27
18. I Know My Love (feat. The Chieftains) – 3:25
19. Bríd Óg Ní Mháille – 3:36
20. Toss the Feathers (strumentale) – 2:52